# Couptrain
Couptrain är en kommun i departementet Mayenne i regionen Pays de la Loire i nordvästra Frankrike. Kommunen ligger i kantonen Couptrain som tillhör arrondissementet Mayenne. År 2022 hade Couptrain 114 invånare.

## Befolkningsutveckling
Antalet invånare i kommunen Couptrain
| Referens: INSEE |